# Torsö distrikt
Torsö distrikt är ett distrikt i Mariestads kommun och Västra Götalands län. 
Distriktet ligger på Torsö och kringliggande öar i Vänern, nordväst om Mariestad. 

## Tidigare administrativ tillhörighet
Distriktet inrättades 2016 och utgörs av socknen Torsö i Mariestads kommun.
Området motsvarar den omfattning Torsö församling hade 1999/2000.